# Gossypium nelsonii
Gossypium nelsonii är en malvaväxtart som beskrevs av Paul Arnold Fryxell. Gossypium nelsonii ingår i släktet bomull, och familjen malvaväxter. Inga underarter finns listade i Catalogue of Life.